# Andrzej Stanisław Młodziejowski
Andrzej Mikołaj Stanisław Kostka Młodziejowski, do brasão Korab (nascido em 1717, falecido em 20 de março de 1780 em Varsóvia) foi um bispo da Igreja Católica Apostólica Romana, vice-chanceler da Coroa, grão-chanceler da Coroa, bispo diocesano de Przemyśl entre 1766 e 1768, bispo diocesano de Poznań de 1768 a 1780, conselheiro do Conselho Permanente em 1775, e abade comendador de Hebdów em 1775.

## Biografia
Filho de Stanisław e Marianna, estudou em Roma, onde obteve o título de doutor em 1755. Por 10 anos foi reitor do hospício romano de São Estanislau. Em 23 de outubro de 1767, integrou uma delegação do Parlamento, formada sob pressão do enviado russo Nikolai Repnin, visando definir o sistema político da Comunidade Polaco-Lituana. Tornou-se chanceler em 1767, após o chanceler Andrzej Zamoyski renunciar em protesto contra o sequestro de senadores poloneses por Repnin.
A partir de 1766, foi bispo de Przemyśl. Em 5 de março de 1768 chegou a ser nomeado bispo de Poznań, mas sua a posse ocorreu somente após 11 anos da nomeação, em 27 de junho de 1779.
Nos dias 2 e 17 de fevereiro de 1770, inspirado pelo enviado russo, emitiu cartas pastorais por ocasião da abertura de um jubileu emitido pelo papa, nas quais criticava como "traidores da religião e da pátria" todos aqueles que ousassem duvidar das boas e santas intenções do rei, e se recusassem a apoiar os confederados de Bar.
Foi membro da confederação de 1773 e assinou o primeiro exemplar destruído do ato de confederação; em 16 de abril de 1773, prometeu assinar novamente a confederação. No Parlamento de Partilha de 1773-1775, fez parte de uma delegação formada sob a pressão de diplomatas dos três países envolvidos na Partilha para implementar a divisão da Polônia. Foi membro da Comissão de Distribuição da Coroa, criada para liquidar as propriedades dos jesuítas dissolvidos na Comunidade. Também foi escolhido pelo rei Estanislau Augusto Poniatowski para o Conselho Permanente no Parlamento de Partilha.
Em 1775, o tribunal confederado sob a presidência de Młodziejowski absolveu 30 judeus acusados de ritual de assassinato de uma menina de três anos na vila de Grabie, na Mazóvia, pois os depoimentos contraditórios foram obtidos sob tortura. Foi membro do Departamento de Assuntos Estrangeiros do Conselho Permanente em 1777.
Foi um agente pago da embaixada russa. Após a coroação de Estanislau II Augusto em 1764, os russos lhe pagaram uma recompensa de 80 mil rublos. Em 1778, recebia um salário anual dos russos de 3 mil moedas de ouro. Em 18 de setembro de 1773, assinou tratados de cessão de terras da Comunidade à Rússia, Prússia e Áustria no contexto da Primeira Partilha da Polônia. Foi membro da confederação de Andrzej Mokronowski em 1776.
Em 1765 foi feito cavaleiro da Ordem de Santo Estanislau.
Ele levou um estilo de vida mundana, envolvendo-se com mulheres. Ele foi acusado de desvio de bens das propriedades da extinta Ordem dos Jesuítas, e de envenenar o primaz Władysław Łubieński, que era hostil à Rússia, em 1767.
Foi sepultado na colegiada de São João Batista em Varsóvia.